# USS Raymon W. Herndon (APD-121)
USS Raymon W. Herndon (APD-121) là một tàu vận chuyển cao tốc lớp Crosley, nguyên được cải biến từ chiếc DE-688, một tàu hộ tống khu trục lớp Rudderow, và đã phục vụ cùng Hải quân Hoa Kỳ trong Chiến tranh Thế giới thứ hai. Nó là chiếc tàu chiến duy nhất của Hải quân Hoa Kỳ được đặt cái tên này, theo tên binh nhất Thủy quân Lục chiến Raymon W. Herndon (1918-1942), người từng phục vụ cùng Sư đoàn 1 Thủy quân Lục chiến tại khu vực quần đảo Solomon, đã tử trận tại Guadalcanal vào ngày 14 tháng 9, 1942 và được truy tặng Huân chương Chữ thập Hải quân. Nó đã phục vụ cho đến khi chiến tranh kết thúc, xuất biên chế năm 1946, rồi được chuyển cho Đài Loan năm 1966 và tiếp tục phục vụ cùng Hải quân Trung Hoa dân quốc như là chiếc ROCS Heng Shan (DE-39) (恆山-Hằng Sơn) cho đến năm 1976. Con tàu cuối cùng bị bán để tháo dỡ. Raymon W. Herndon được tặng thưởng một Ngôi sao Chiến trận do thành tích phục vụ trong Thế Chiến II.

## Thiết kế và chế tạo
Thiết kế của lớp Crosley dựa trên việc cải biến lớp tàu hộ tống khu trục Rudderow. Cấu trúc thượng tầng con tàu được mở rộng, đồng thời tháo dỡ bớt vũ khí trang bị để lấy chỗ bố trí nơi nghỉ cho 162 binh lính được vận chuyển cùng khoảng 40 tấn trang bị. Hệ thống động lực tương tự như với các lớp Buckley và Rudderow; là kiểu động cơ turbine-điện General Electric, cung cấp điện năng cho mô-tơ điện để dẫn động hai trục chân vịt.
Dàn vũ khí được giữ lại bao gồm một khẩu pháo 5 inch (130 mm)/38 cal bố trí một phía trước mũi; ba khẩu đội pháo phòng không Bofors 40 mm nòng đôi và sáu pháo phòng không Oerlikon 20 mm; vũ khí chống ngầm gồm hai đường ray Mk. 9 để thả mìn sâu. Thủy thủ đoàn đầy đủ bao gồm 15 sĩ quan và 168 thủy thủ; và con tàu được bố trí tiện nghi để vận chuyển 12 sĩ quan cùng 150 binh lính đổ bộ.
Raymon W. Herndon được đặt lườn như là chiếc DE-688 tại xưởng tàu của hãng Bethlehem Steel Corp. ở Quincy, Massachusetts vào ngày 12 tháng 6, 1944. Nó được hạ thủy vào ngày 15 tháng 7, 1944, được đỡ đầu bởi bà Raymon W. Herndon, vợ góa binh nhất Herndon. Đang khi được hoàn thiện, con tàu được xếp lại lớp như một tàu vận chuyển cao tốc vào ngày 17 tháng 7, 1944, mang ký hiệu lườn mới APD-121, và nhập biên chế cùng Hải quân Hoa Kỳ vào ngày 3 tháng 11, 1944 dưới quyền chỉ huy của Hạm trưởng, Thiếu tá Hải quân Samuel E. Hale.

## Lịch sử hoạt động

### USSRaymon W. Herndon
Rời Boston, Massachusetts vào ngày 23 tháng 11, 1944, Raymon W. Herndon tiến hành chạy thử máy huấn luyện tại khu vực Bermuda trong ba tuần lễ trước khi quay trở về Norfolk, Virginia vào ngày 13 tháng 12, nơi nó được sửa chữa sau chạy thử máy, đồng thời chuẩn bị để được điều sang khu vực Mặt trận Thái Bình Dương. Rời Hampton Roads, Virginia vào ngày 1 tháng 1, 1945, nó băng qua kênh đào Panama vào ngày 7 tháng 1, và đi đến San Diego, California vào ngày 16 tháng 1. Nó tiếp tục hành trình chín ngày sau đó, đi đến Trân Châu Cảng vào ngày 31 tháng 1, nơi con tàu tiếp tục thực hành tập trận và huấn luyện phối hợp cùng các đội phá hoại dưới nước (UDT: Underwater Demolition Team) nhằm chuẩn bị cho chiến dịch đổ bộ tiếp theo lên Okinawa.
Khi đi đến ngoài khơi Okinawa vào ngày 26 tháng 3, Đội UDT-16 được phối thuộc cùng Raymon W. Herndon đã tiến hành trinh sát và dọn dẹp các chướng ngại vật trên các lối tiếp cận hòn đảo. Sau khi cuộc đổ bộ chính diễn ra vào ngày 1 tháng 4, con tàu tiếp tục ở lại khu vực để duy trì một vành đai phòng thủ chống tàu ngầm quanh khu vực vận chuyển tại bãi Hagushi và khu vực neo đậu thủy phi cơ và tiếp liệu ngoài khơi Kerama Retto. Cùng với các tàu hộ tống khác, nó cũng hoạt động tuần tra phòng không chống trả các đợt không kích của đối phương, và sau đó phục vụ như trạm cột mốc radar canh phòng nhằm cảnh báo sớm các đợt tấn công tự sát của máy bay Kamikaze đối phương. Hỏa lực phòng không của con tàu đã bắn rơi một máy bay đối phương và trợ giúp cho việc bắn rơi hai chiếc khác trong ngày 6 tháng 4. Nó đã tham gia vào Trận Okinawa mãi cho đến ngày 19 tháng 6, chỉ hai ngày trước khi chiến dịch chính thức kết thúc.
Sau khi Nhật Bản chấp nhận đầu hàng vào ngày 15 tháng 8 giúp chấm dứt vĩnh viễn cuộc xung đột, Raymon W. Herndon phục vụ vào việc vận chuyển lực lượng chiếm đóng đến vùng bờ biển Trung Quốc và đến các cảng Nhật Bản. Khi được lệnh quay trở về Hoa Kỳ vào ngày 14 tháng 4, 1946, nó quay trở về vùng bờ Đông Hoa Kỳ, đi đến Green Cove Springs, Florida, nơi nó được cho xuất biên chế vào ngày 15 tháng 11, 1946. Con tàu được đưa về Đội Florida trực thuộc Hạm đội Dự bị Đại Tây Dương. Sau gần 19 năm bị bỏ không trong thành phần dự bị, tên nó được cho rút khỏi danh sách Đăng bạ Hải quân vào ngày 1 tháng 9, 1966.

### ROCSHeng Shan(DE-39)
Vào tháng 10, 1966, Raymon W. Herndon được chuyển cho Trung Hoa dân quốc trong khuôn khổ Chương trình Viện trợ Quân sự, và tiếp tục phục vụ cùng Hải quân Trung Hoa dân quốc như là tàu frigate ROCS Heng Shan (DE-39) (恆山-Hằng Sơn). Số hiệu tàu sau được đổi thành PF-39 và sau đó thành PF-839, trước khi ngừng hoạt động và bị tháo dỡ nhưng không rõ thời gian.

## Phần thưởng
Raymon W. Herndon được tặng thưởng một Ngôi sao Chiến trận do thành tích phục vụ trong Thế Chiến II.
|             |  |  |
| Bronze star |  |  |

| Huân chương Phục vụ Trung Hoa (mở rộng)                                 | Huân chương Phục vụ Trung Hoa (mở rộng) | Huân chương Chiến dịch Hoa Kỳ        | Huân chương Chiến dịch Hoa Kỳ           |
| Huân chương Chiến dịch Châu Á-Thái Bình Dương với 1 Ngôi sao Chiến trận | Huân chương Chiến thắng Thế Chiến II    | Huân chương Chiến thắng Thế Chiến II | Huân chương Phục vụ Chiếm đóng Hải quân |